# Popis slogana australskih država
Ovo je popis slogana i nadimaka australskih države i teritorija. Mnogi se mogu naći na registracijskim pločicama motora.
- Novi Južni Wales- Prva država (prije The Premier State)
- Victoria - Država-vrt, Mjesto za biti
- Queensland - Država sunca, "Pametna država"
- Zapadna Australija - Prava stvar (prije Zlatna država, Država uzbuđenja, Neka te priroda dotakne)
- Južna Australija - Država festivala, Država vina
- Tasmanija - Otok-jabuka, Blagdanski otok, Prirodna država, Istražite mogućnosti
- Teritorij australskog glavnog grada - Glavni grad naroda (prije "Srce naroda")
- Sjeverni teritorij - Zaleđe Australije